# Джотто Моранді
Джотто Моранді (італ. Giotto Morandi, нар. 4 березня 1999, Локарно) — швейцарський футболіст, півзахисник клубу «Серветт».

## Клубна кар'єра
Народився 4 березня 1999 року в місті Локарно. Вихованець юнацьких команд футбольних клубів «Аскона», «Беллінцона», «Лугано» та «Грассгоппер».
У дорослому футболі дебютував 2017 року виступами за команду «Грассгоппер-2», в якій провів один сезон, взявши участь у 12 матчах чемпіонату. Згодом з 2018 року став грати за основну команду «Грассгоппера», але основним гравцем не був, тому був відданий в оренду у «Шаффгаузен».
Своєю грою знову привернув увагу представників тренерського штабу клубу «Грассгоппер», до складу якого повернувся 2019 року. Цього разу відіграв за команду з Цюриха наступні шість сезонів своєї ігрової кар'єри. Більшість часу, проведеного у складі «Грассгоппера», був основним гравцем команди.
До складу клубу «Серветт» приєднався 2025 року.

## Виступи за збірні
У 2014 році дебютував у складі юнацької збірної Швейцарії (U-16), загалом на юнацькому рівні взяв участь у 12 іграх.